# Стад Парсемен
Стад Парсемен є домашнім майданчиком футбольного клубу «Істр» та «Етуаль-Спортив Фоссенн» (Etoile Sportive Fosséenne). Наразі стадіон вміщує 17 619 глядачів (13 119 місць для сидіння + 4 500 місць для стояння).

## Історія
Новий стадіон було відкрито 9 квітня 2005 року, на шість місяців пізніше, ніж планувалося спочатку, щоб клуб з Фос-сюр-Мер зміг відповідати правилам, що регулюють будівництво об'єктів Ліги 1.
Головна трибуна має 3 000 місць і 18 лож на 9-12 місць. Інші трибуни, Східна трибуна (Поль Ланглуа) і Південна трибуна, мають криті (Східна) і відкриті (Південна) металеві конструкції (9 500 місць). Під час сезону Ліги 1 2012—2013 на цьому стадіоні Мікаель Ландро, воротар клубу «Спортинг де Бастія», побив давній рекорд у 603 матчі, встановлений Жан-Люка Етторі (який зіграв 602 матчі), також колишнім голкіпером. Його рекорд був побитий під час матчу «Бастія» – «Аяччо» (1-1). Матч проходив без глядачів через інциденти, спричинені вболівальниками «Бастії» та «Аяччо».
Отримавши дозвіл на проведення матчів Ліги 1 і Ліги 2 до 2023 року, стадіон «Парсемен» довгий час був запасним стадіоном для багатьох команд півдня Франції, зокрема «Атлетико Марсель» у Кубку Франції або корсиканських клубів AC Аяччо та СК Бастія у випадку гри без глядачів або матчів, що проводять на нейтральному стадіоні.